# Federação Internacional de Luge
A Federação Internacional de Luge (em francês:  Fédération Internationale de Luge de Course) atende pela sigla FIL e é a entidade que representa o luge em âmbito mundial.